# مرة بن همام
مرة بن همام بن مرة شاعر عربي قبل الإسلام، أبوه همام بن مرة وعمه جساس بن مرة قاتل كليب بن ربيعة والذي كان زوجا لأخته جليلة بنت مرة. وقد رفع نسب الشاعر في المصادر التأريخية إلى بكر بن وائل فهو مرة بن همام بن مرة بن ذهل بن شيبان بن ثعلبة بن عكابة بن صعب بن علي بن بكر بن وائل.

## شعره
أورد له صاحب المفضليات قصيدة منها.: